# Серединська сільська рада (Бершадський район)
| Серединська сільська рада — колишній орган місцевого самоврядування у Бершадському районі Вінницької області з адміністративним центром у с. Серединка. Сільраді були підпорядковані населені пункти: - с. Серединка |

## Склад ради
Рада складається з 14 депутатів та голови.

## Керівний склад сільської ради
| ПІБ                            | Основні відомості                                                                 | Дата обрання | Дата звільнення |
| ------------------------------ | --------------------------------------------------------------------------------- | ------------ | --------------- |
| Горячківський Леонід Дмитрович | Сільський голова, 1959 року народження, освіта, член Народно-демократичної партії | 26.03.2006   | 31.10.2010      |
| Швабський Михайло Вікторович   | Сільський голова, 1970 року народження, освіта вища, член Партії регіонів         | 31.10.2010   |                 |

Примітка: таблиця складена за даними джерела